# Granstedt (Clenze)
Granstedt ist ein Ortsteil der Gemeinde Clenze im niedersächsischen Landkreis Lüchow-Dannenberg. 
Das Dorf liegt nordöstlich vom Kernbereich von Clenze und südlich der B 493.

## Geschichte
Am 1. Juli 1972 wurde Granstedt in die Gemeinde Clenze eingegliedert.